# Râul Felmer
Râul Felmer sau Râul Șoarș este un afluent al râului Olt. 

## Hărți
- Harta Județului Brașov